# فرودگاه آبی لیک رساو/ارتهورلی بی
فرودگاه آبی لیک رساو/ارتهورلی بی (به انگلیسی: Lake Rosseau/Arthurlie Bay Water Aerodrome) یک فرودگاه خصوصی است که یک باند فرود آب دارد. این فرودگاه در کشور کانادا قرار دارد و در ارتفاع ۲۲۶ متری از سطح دریا واقع شده است.